# Bengal Army
Die Bengal Army war das Heer der Präsidentschaft Bengalen, einer der drei Präsidentschaften in Britisch-Indien innerhalb des Britischen Weltreichs. Hauptquartier war Fort William bei Kalkutta.
Auch die anderen beiden Präsidentschaften (Madras und Bombay) hatten jeweils ein eigenes Heer (Madras Army und Bombay Army). Die Präsidentschaftsarmeen gehörten wie die Präsidentschaften selbst zur Britischen Ostindien-Kompanie, bis der Government of India Act 1858 (verabschiedet nach dem Indischen Aufstand von 1857) alle drei Präsidentschaften der direkten Autorität der britischen Krone übertrug.
1895 wurden alle drei Präsidentschaftsarmeen zur Britisch-Indischen Armee zusammengelegt.

## Geschichte
Der englische König Karl II. verlieh der bis 1707 als English East India Company (EIC) bezeichneten Kompanie am 3. April 1661 die Militärgewalt und das Recht, mit den „Ungläubigen“ in Indien Krieg zu führen und Frieden zu schließen. Karls Nachfolger Jakob II. verlieh ihr das Recht, Festungen zu bauen und Truppen auszuheben.

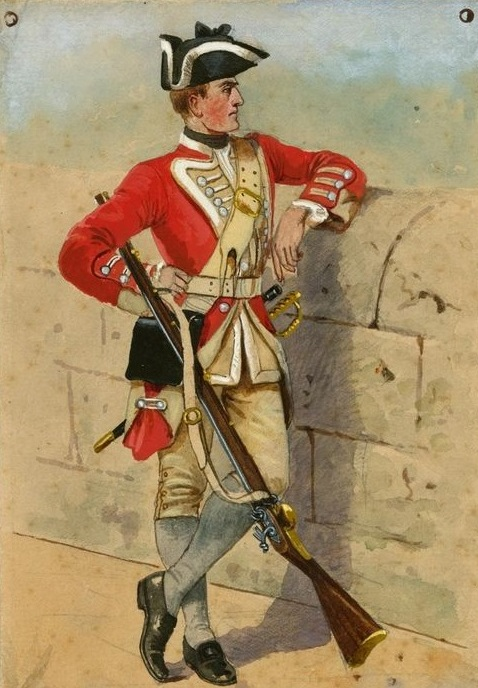
Soldat des 1st Bengal European Regiment 1756

Die Bengal Army entstand mit der Aufstellung eines europäischen Regiments im Jahr 1756 und der Rekrutierung einheimischer Sepoys ein Jahr später. Der Sieg durch Sir Robert Clive, 1. Baron Clive in der Schlacht bei Plassey 1757 über Siraj-ud-Daula, den letzten unabhängigen Nawab von Bengalen, ließ die Britische Ostindien-Kompanie zu einem militärischen Machtfaktor in Indien werden. 1793 wurde die British East India Company Army reorganisiert. Jede der drei Presidencies erhielt eine eigene Armee: Die sogenannten Presidency Armies waren neben der Bengal Army die 1757 gegründete Madras Army und die seit 1662 bestehende Bombay Army.
Die Armeen der British East India Company umfassten um 1800 ca. 200.000 Soldaten, die überwiegend aus einheimischen Sepoys und häufig britischen Offizieren bestand. Daneben existierten aber auch Regimenter mit Mannschaften aus dem Mutterland sowie Fremdenregimenter, die bspw. in den Vereinigten Niederlanden, Württemberg oder in der Schweiz angeworben wurden.
Die Armee der Präsidentschaft Bengalen hatte um 1839 eine dominierende Rolle in den Streitkräften der Britischen Ostindien-Kompanie erreicht und umfasste zu Beginn des Ersten Anglo-Afghanischen Krieges u. a. 74 Bataillone bengalischer regulärer Infanterie, ihnen standen nur 52 aus Madras, 26 aus Bombay und 24 aus dem Mutterland (Soldaten der britischen Armee und der Kompanie) gegenüber.
Die Armee der Präsidentschaft Bengalen war vom Indischen Aufstand von 1857 stark betroffen, alle bis auf 12 (von 84) einheimischen Infanterie- und Kavallerieregimenter meuterten oder wurden aufgelöst. Als 1858 die Territorien der Kompanie der Krone unterstellt wurden, gingen ihre verbliebenen Regimenter mit einheimischen Mannschaften zur Armee der britischen Regierung von Indien über, während die Regimenter mit Mannschaften aus dem Mutterland in die British Army übernommen wurden.

1895 begannen die drei getrennten Präsidentschaftsarmeen einen Vereinigungsprozess, der erst mit den Reformen Kitcheners 1903 abgeschlossen werden sollte. Als erster Schritt wurde die Indische Armee in vier Kommandos aufgeteilt, die jeweils von einem Lieutenant-General kommandiert wurden. Diese umfassten Madras (einschließlich Burma), Punjab (einschließlich der Nordwestgrenze), Bengalen und Bombay (einschließlich Aden). 1903 wurden die separat nummerierten Regimenter der Armeen von Madras, Bombay und Bengalen in einer einzigen organisatorischen Sequenz vereint und die Präsidentschaftszugehörigkeiten verschwanden.

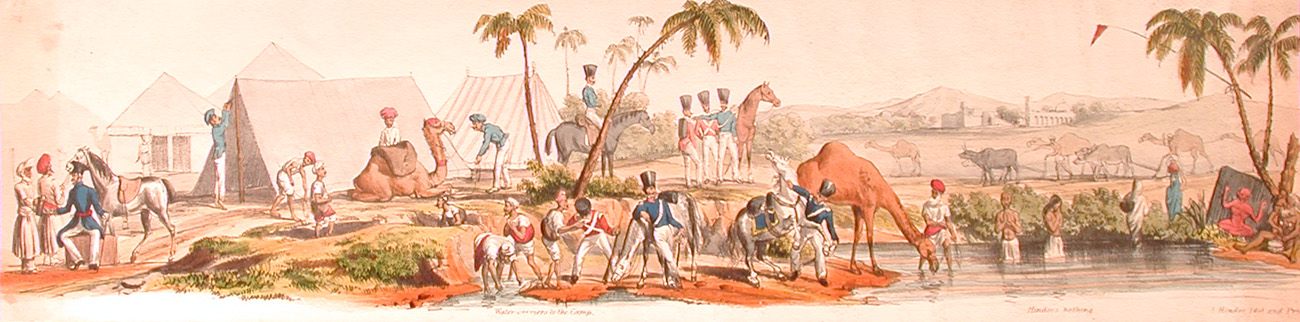
Soldaten verschiedener Regimenter der Bengal Army

## Struktur
Die Bengal Army umfasste vor dem Indischen Aufstand von 1857 97.511 Soldaten, davon 77 Regimenter Infanterie, zusammen 88.950 Mann, 10 Regimenter Kavallerie, zusammen 5.200 Mann, 9 Batterien Fußartillerie, zusammen 1.809 Mann, 4 Truppen reitende Artillerie, zusammen 464 Mann sowie Sappeure und Mineure, 8 Kompanien, zusammen 1.088 Mann. Daneben bestanden irreguläre Truppen und Hilfstruppen der Fürstenstaaten.

## Oberbefehlshaber der Bengal Army
Der Commander-in-Chief, India hatte seit der Zeit Sir Robert Clives bis Ende des 19. Jahrhunderts den unmittelbaren Oberbefehl über die Bengal Army. Über die Madras Army und die Bombay Army hatte er lediglich eine Aufsichtsfunktion. Das Amt blieb auch erhalten, als durch den Government of India Act 1858 die Oberherrschaft der Britischen Ostindien-Kompanie über Britisch-Indien und die dortigen Truppen auf die britische Krone überging.
Siehe: Liste der britischen Oberbefehlshaber in Indien